# Lonh
Lonh est une œuvre musicale de la compositrice finlandaise Kaija Saariaho, composée et créée en 1996 à Vienne. Elle s'inspire librement d'un poème du troubadour Jaufré Rudel.

## Historique
Signifiant « de loin » (« amor de lonh ») en occitan, la pièce est écrite pour une voix soprano et sons électroniques, mêlant aussi quelques voix. Elle dure environ une vingtaine de minutes. Le texte est en occitan et raconte l'histoire de Jaufré Rudel, troubadour et seigneur de Blaye du XIIe siècle.  

### Création
Commandé par le Festival de Vienne, l'ouvrage est écrit pour la soprano américaine Dawn Upshaw, dédicataire de l'œuvre, qui la crée lors de cet événement, le 20 octobre 1996.

### Description
La partition, découpée en neuf sections (prologue, sept strophes et une tornada), suit la forme d'un des rares chants de Jaufré Rudel conservés : « Lanquan li jorn son lonc en mai ». Le chant est en occitan mais la partie électronique implique aussi des textes en français et en anglais. Par ailleurs, les parties enregistrées et diffusées en occitan sont lues par le poète français Jacques Roubaud. Ce dernier a largement étudié et traduit le texte, ainsi que la prosodie de la langue afin de rendre le mieux possible les accentuations propres à l'époque d'écriture du poème. Les parties françaises ont été enregistrées par le compositeur français Jean-Baptiste Barrière et les anglaises par Dawn Upshaw. 
L'histoire que raconte cet ouvrage porte sur la distance et le désir : « Lanquan li jorn son lonc en mai » (« Quand les jours sont longs en mai ») se plaint Jaufré Rudel dans sa chanson, ici chanté par une femme. Cette séparation entraîne son lot de lamentations et augmente l'envie de se retrouver, que le titre de l'œuvre résumé en un mot : « lonh ». Tout cela, cette complainte, est ancré dans le style du XIIe siècle, et vient s'adosser à la technique moderne des sons électroniques et enregistrés. Ces derniers impliquent notamment des sons variés de la vie quotidienne, comme des bruits d'oiseaux, de vents, de cloches ou encore de pluie. 

### Style
La musique de l'ouvrage reprend le style fantasmagorique et distant de la musique spectrale tandis que les chants sont davantage inspirés de la manière médiévale du genre de la chanson.

## Postérité
L'ouvrage s'inscrit dans une lignée d'œuvres sur le sujet de l'amour de loin et courtois sur l'œuvre et la vie de Jaufré Rudel. Deux ans plus tard, la compositrice écrit Oltra mar, pièce musicale reprenant les thèmes de l'éloignement, la mer, l'amour et la mort. On retrouve quelques citations de cette partition dans l'opéra de Kaija Saariaho L'Amour de loin, créé en 2000 à Salzbourg. Par la suite, en 2001, elle compose Cinq reflets sur l'Amour de loin, suite orchestrale depuis l'opéra.

### Récompenses
L'ouvrage est récompensé du Prix musical du conseil nordique en 2000.

### Publications
La partition est publiée par Chester Music en 2015. 

## Concerts
- Le 26 juin 1999, la pièce est représentée lors du festival Agora, avec Gilbert Nouno à la réalisation musicale et Anu Komsi au chant[7].
- L'ouvrage est joué lors du Concert d'ouverture Acanthes en 2007 le 8 juillet à l'Arsenal de Metz. La voix est chantée par la soprano française Donatienne Michel-Dansac[2].
- Lors du Festival Modern 2 : Lucerne Festival Academy, le 23 août 2009 au Lucerne Hall à Lucerne, avec Raphaële Kennedy à la voix[8].
- Un concert à l'Amphithéâtre Messiaen de l'Opéra Bastille à Paris en 2010, dirigé par Rachid Safir[9].
- À l'Opéra Berlioz de Montpellier, le 17 juillet 2014, pour le Festival Radio France à Montpellier, avec Raquel Camarinha et Gilbert Nouno pour la réalisation musicale[10].
- En 2016 au Park Avenue Armory à New York, dirigé par Esa-Pekka Salonen avec l'Orchestre philharmonique de New York et Jennifer Zetlan[11].
- Au Festival de Strasbourg en 2018, avec Françoise Kubler, dans une version mise en danse[12].
- Au festival ManiFeste au Centquatre à Paris le 26 juin 2021 avec la voix d'Ami Nakamura[13],[14].
- Le 28 mars 2019 au DiMenna Center for Classical Music, Mary Flagler Cary Hall à New York, avec Kate Soper au chant[15].

## Enregistrements
- Sur Saariaho. Private Gardens, Ondine, 1997, ODE 906-2, 1 CD, avec Dawn Upshaw.
- Sur Voice of our Time - Dawn Upshaw. A Contemporary Songs Selection, TDK, 2004, DVVTDU-EUR, 1 CD.
- Sur Ekstasis. Kaija Saariaho & Jean-Baptiste Barriere, Cypres, 2019, CYP2624, 1CD avec Raphaele Kennedy.